# 音乐国际博物馆与图书馆
44°29′34″N 11°21′01″E / 44.4929°N 11.3502°E
音乐国际博物馆与图书馆（Museo internazionale e biblioteca della musica）是一个音乐博物馆和音乐图书馆，位于意大利博洛尼亚的历史中心的阿尔迪尼·桑吉内蒂宫（Palazzo Aldini Sanguinetti）。

## 博物馆

### 背景
音乐博物馆与图书馆成立于1959年，以收藏该市的音乐藏品。2004年，当博物馆的现址桑吉内蒂宫向公众开放时，它更名为国际博物馆（Museo Internazionale e Biblioteca della Musica）。宫殿经过长期而精心的修复后重新开放，使室内丰富的湿壁画恢复原来的辉煌。这些壁画最初完成于 18 世纪晚期至 19 世纪初，是拿破仑和新古典主义装饰的最佳例子之一。
博物馆的目的，是让公众了解博洛尼亚市拥有的丰富的音乐遗产。直到最近，这些遗产大部分仍被限制在仓库中——主要是因为没有足够的空间——只是偶尔被拿出来临时展出。
桑吉内蒂宫提供了提升这些珍贵音乐遗产的文化价值的可能性，并提供展示这些无价之宝的理想环境。宫殿还保证了管理和保存这些物品的理想条件。
该研究所现在分设于两个地点。在马焦雷街（Strada Maggiore）34号桑吉内蒂宫（Palazzo Sanguinetti）的博物馆大厅，展出大量绘画和乐器，而大多数图书资料，设于罗西尼广场（Piazza Rossini）2号原圣雅各伯修道院（ex-Convent of San Giacomo），马蒂尼音乐学院的房间里。

#### 桑吉内蒂宫
在16世纪早期，桑吉内蒂宫的原始核心属于洛亚尼家族。该建筑于1569年出售给博洛尼亚的埃尔科尔·里亚里奥和朱利奥·里亚里奥兄弟, 他们最初来自萨沃纳。参议员埃尔科勒·里亚里奥收购了邻近的土地和建筑物之后，重建和扩建了房屋，将其统一成一个整体，令人印象深刻的楼梯很可能已经开始施工，今天仍然是建筑的特点。第二次重大重建是由安东尼奥·阿尔迪尼伯爵委托进行的，拉斐洛·里亚里奥·斯福尔扎侯爵于1796年授予他长期租约。阿尔迪尼伯爵责成建筑师乔瓦尼·巴蒂斯塔·马蒂内蒂（1774–1830 年）对建筑进行现代化。一座相邻的房子与奥塞莱蒂家族的塔楼连接，16世纪的大厅被分成两个房间，相当于现代博物馆的两个最宽敞的房间——前厅或美德厅和宴会厅。
拿破仑倒台，以及阿尔迪尼家族经济崩溃后，这座宫殿被卖给了古巴贵族迭戈·佩格纳弗德，他是原拿破仑政府的成员。1832年去世后，宫殿传给了著名的男高音多梅尼科·唐泽利。焦阿基诺·罗西尼曾住在这里，当时他附近的住宅正在重建。1870年，桑吉内蒂家族购买了这座建筑。他们在修缮宫殿时，在现在的图书馆和埃及厅这两个区域都发现了奇妙的壁画。
1986年，最后一位女继承人埃莱奥诺拉·桑吉内蒂将建筑的大部分捐赠给博洛尼亚市，以纪念"我难忘的父亲圭多·桑吉内蒂博士。我希望捐赠马焦雷街34号大楼，以他的名字命名和记忆，因为他一直爱他的城市和他的家，因此它可以成为一个音乐博物馆和图书馆。”

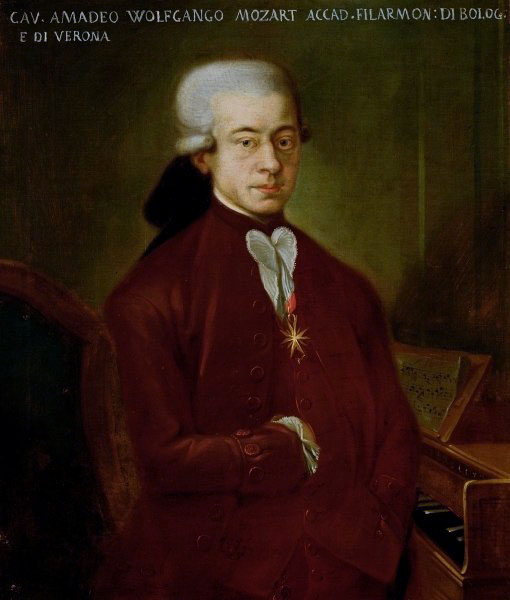
莫扎特
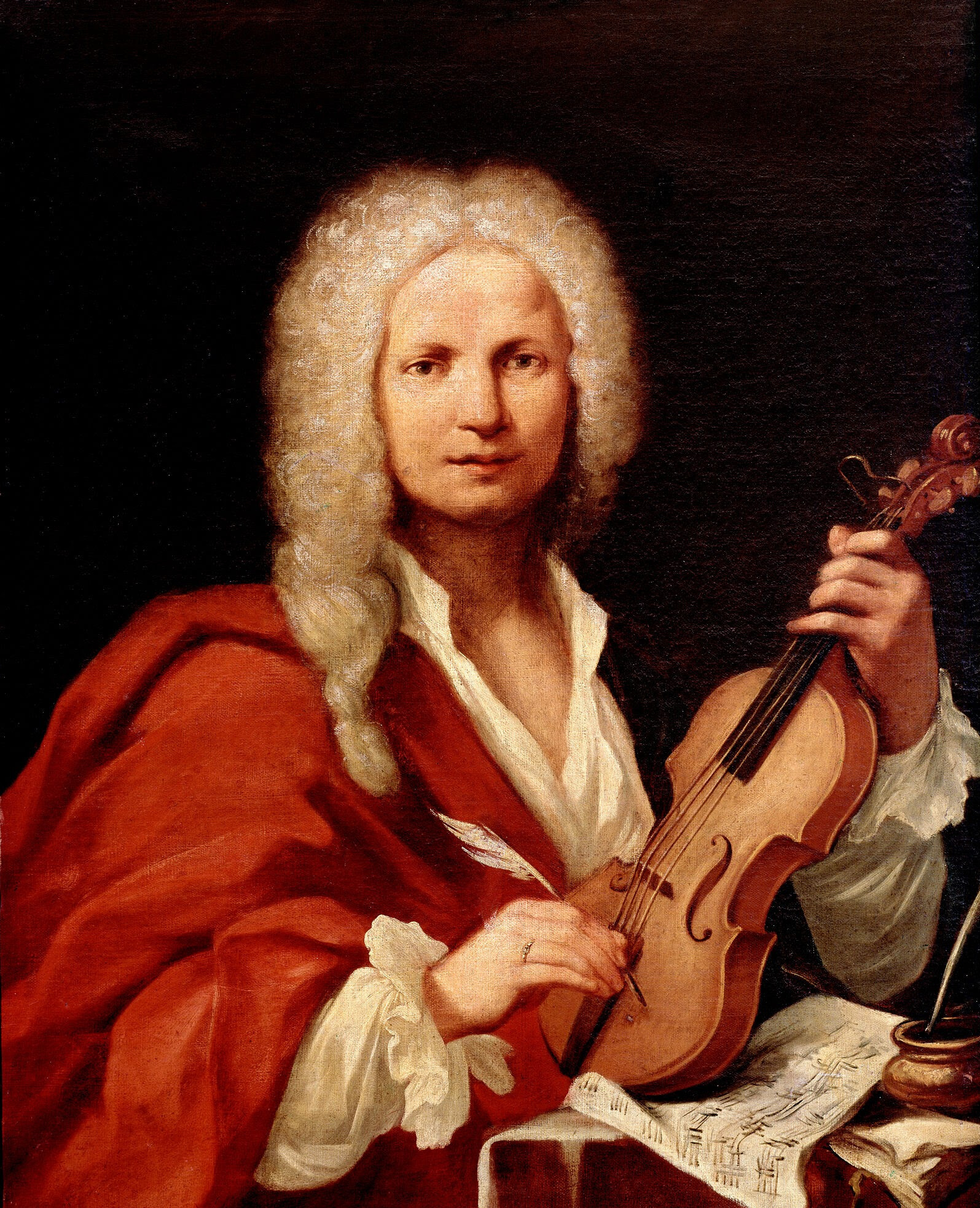
维瓦尔第

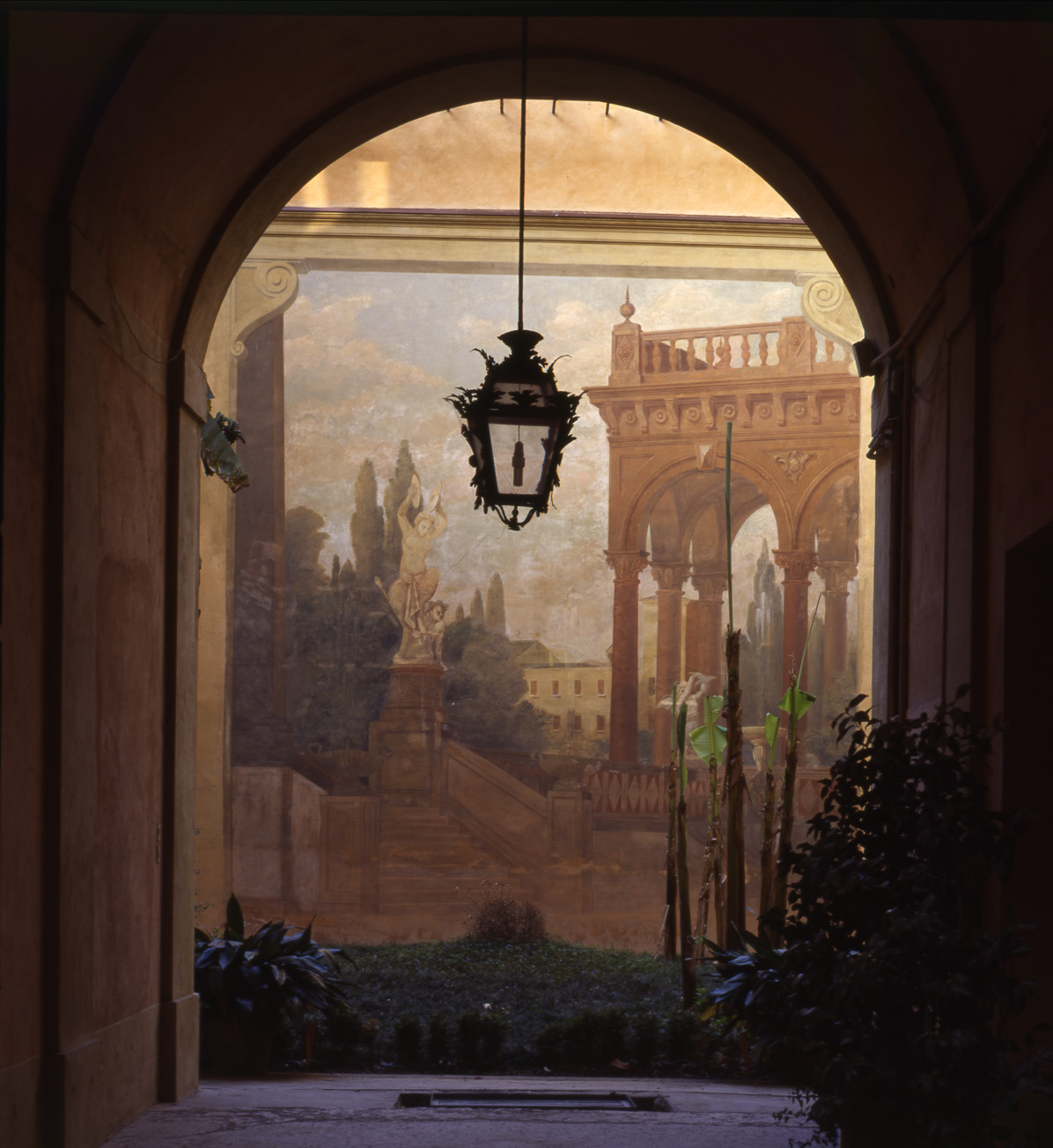
入口
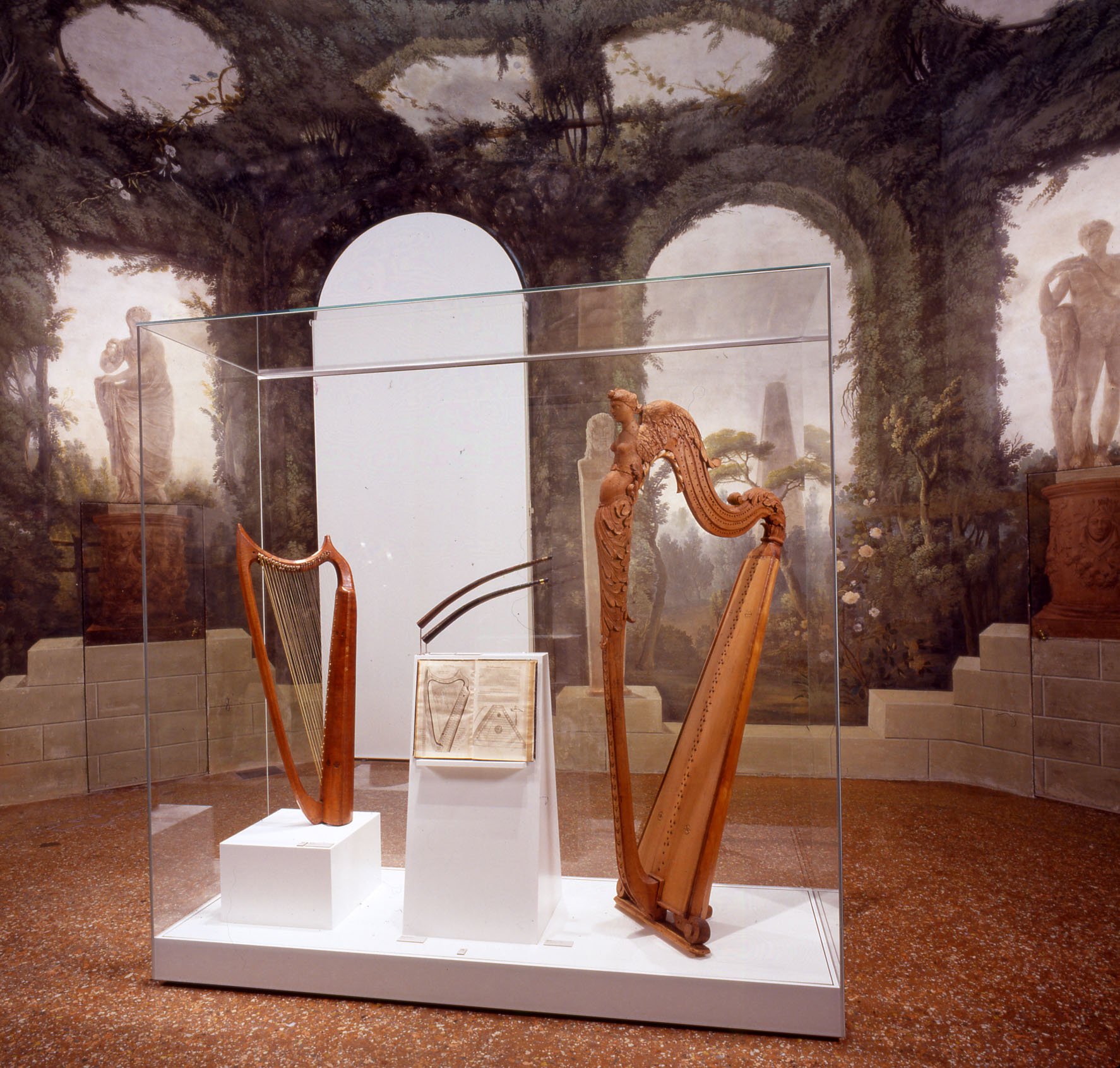
1室
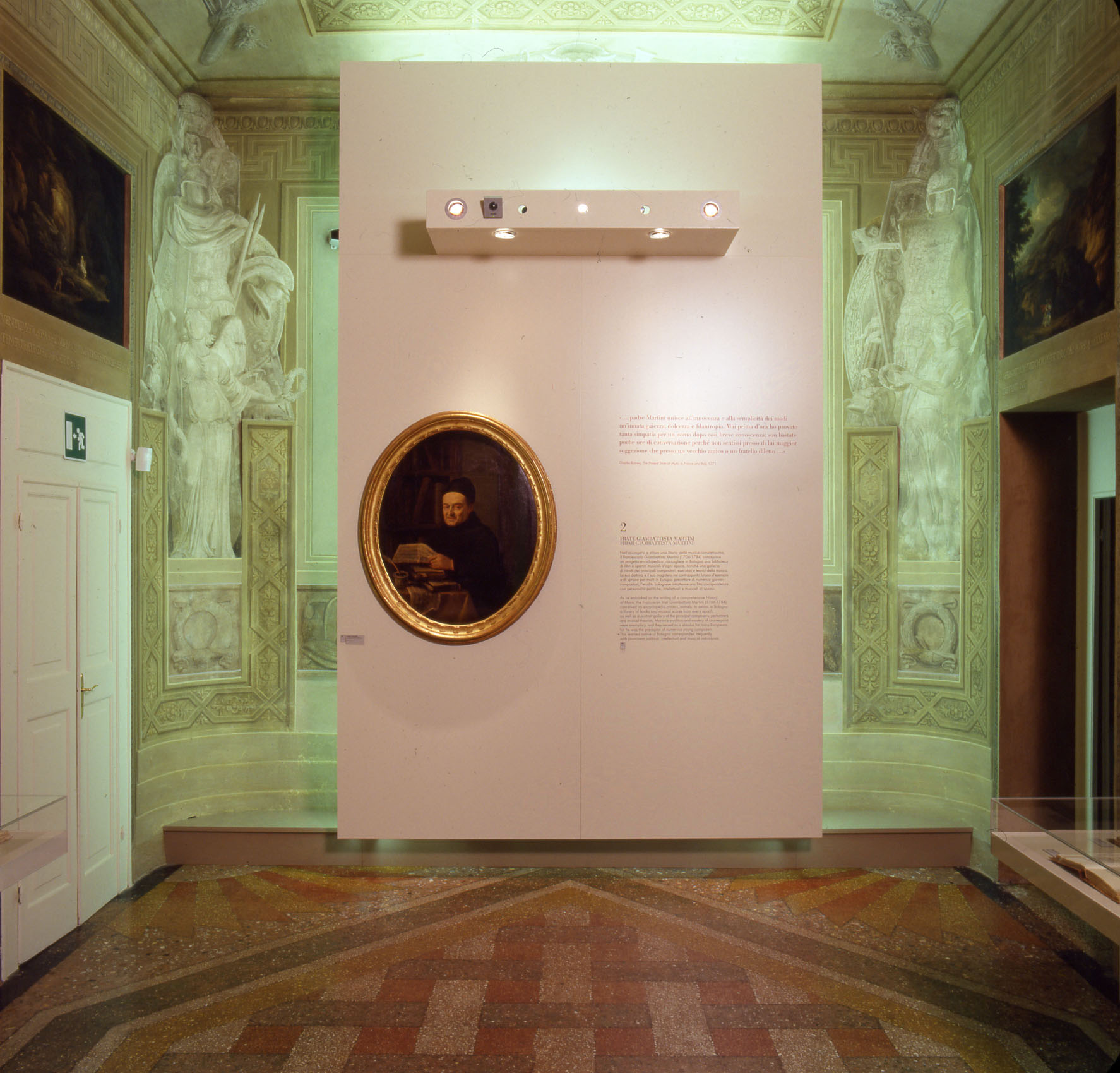
2室
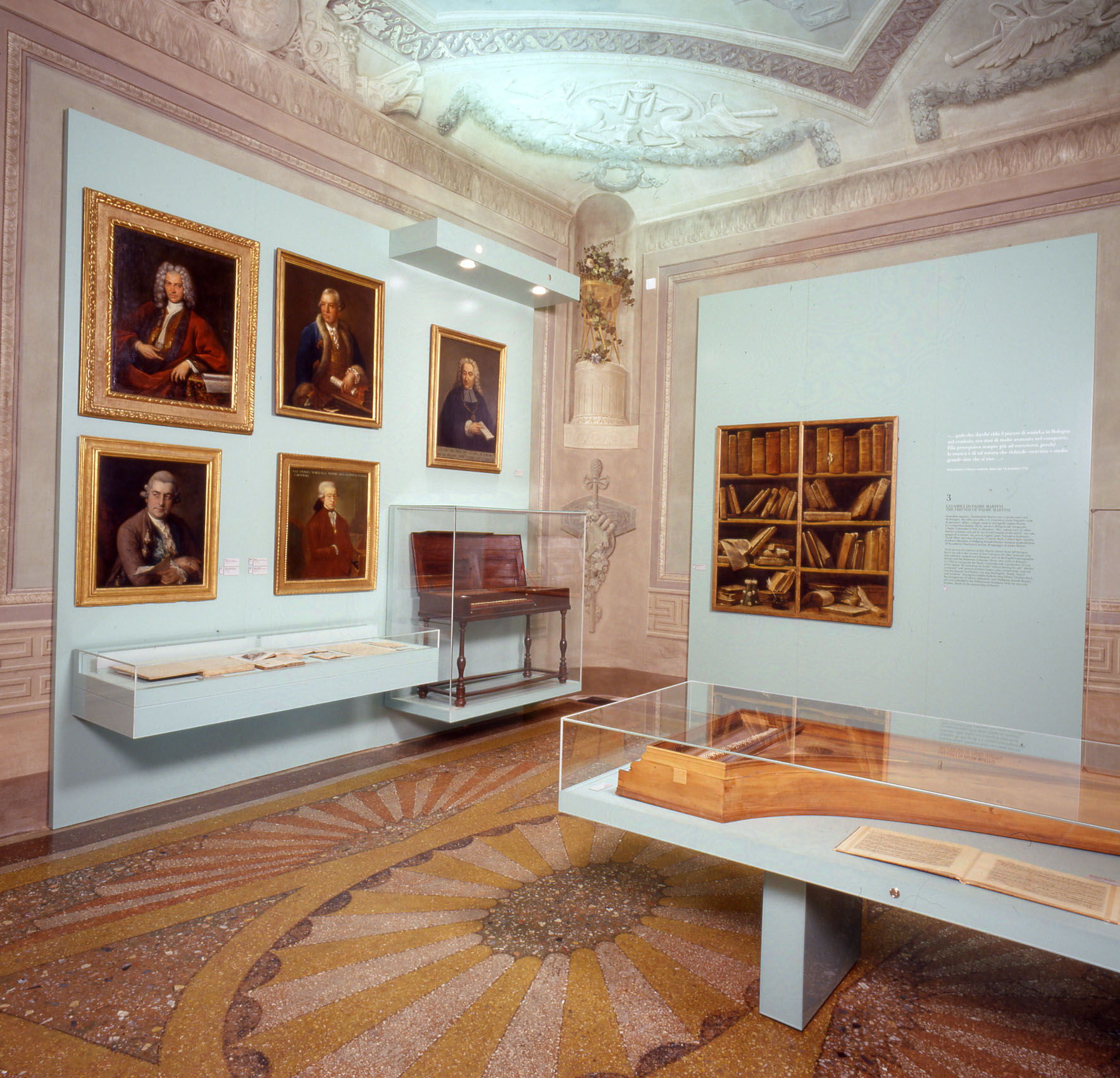
3室
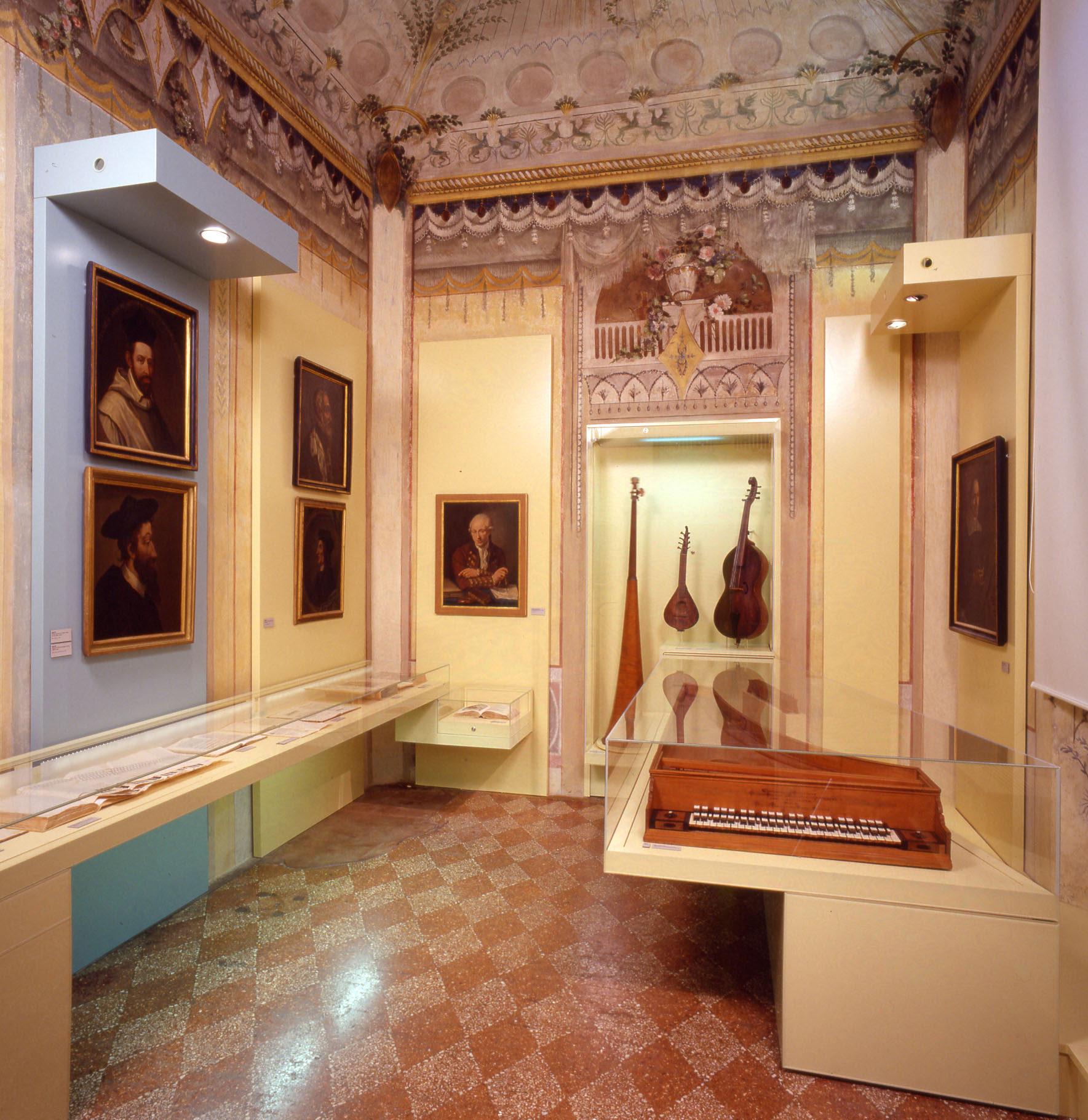
4室
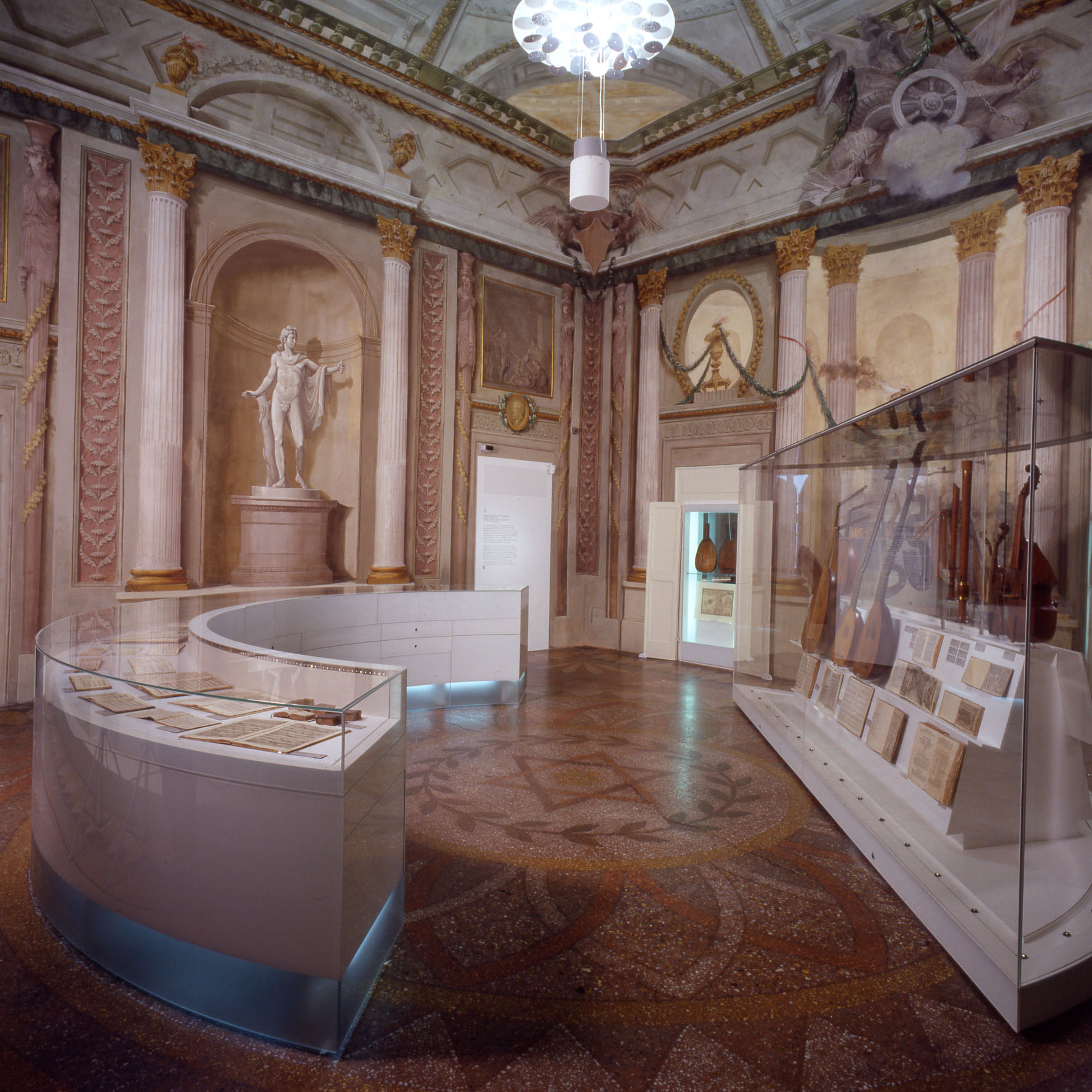
5室
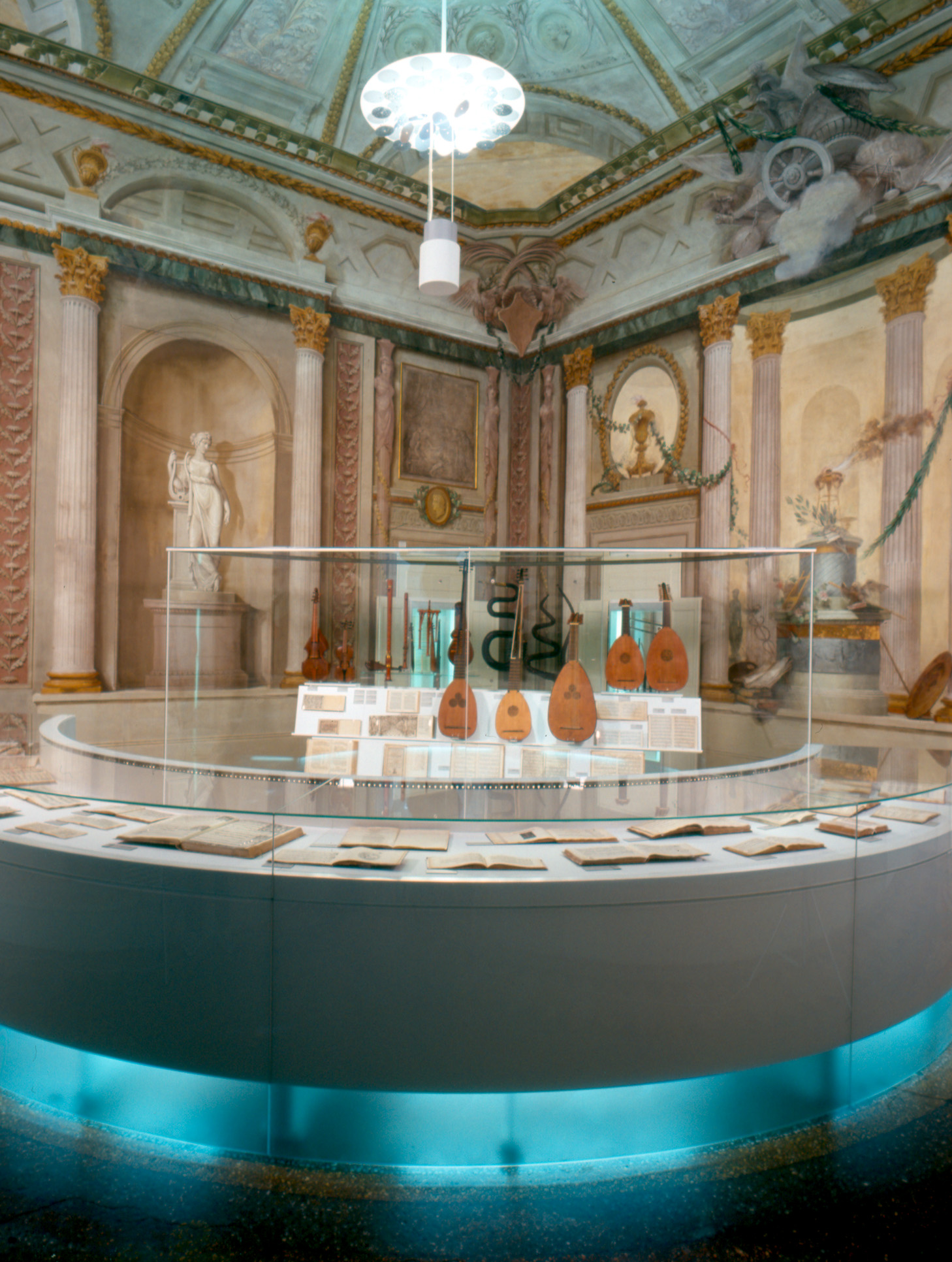
5室
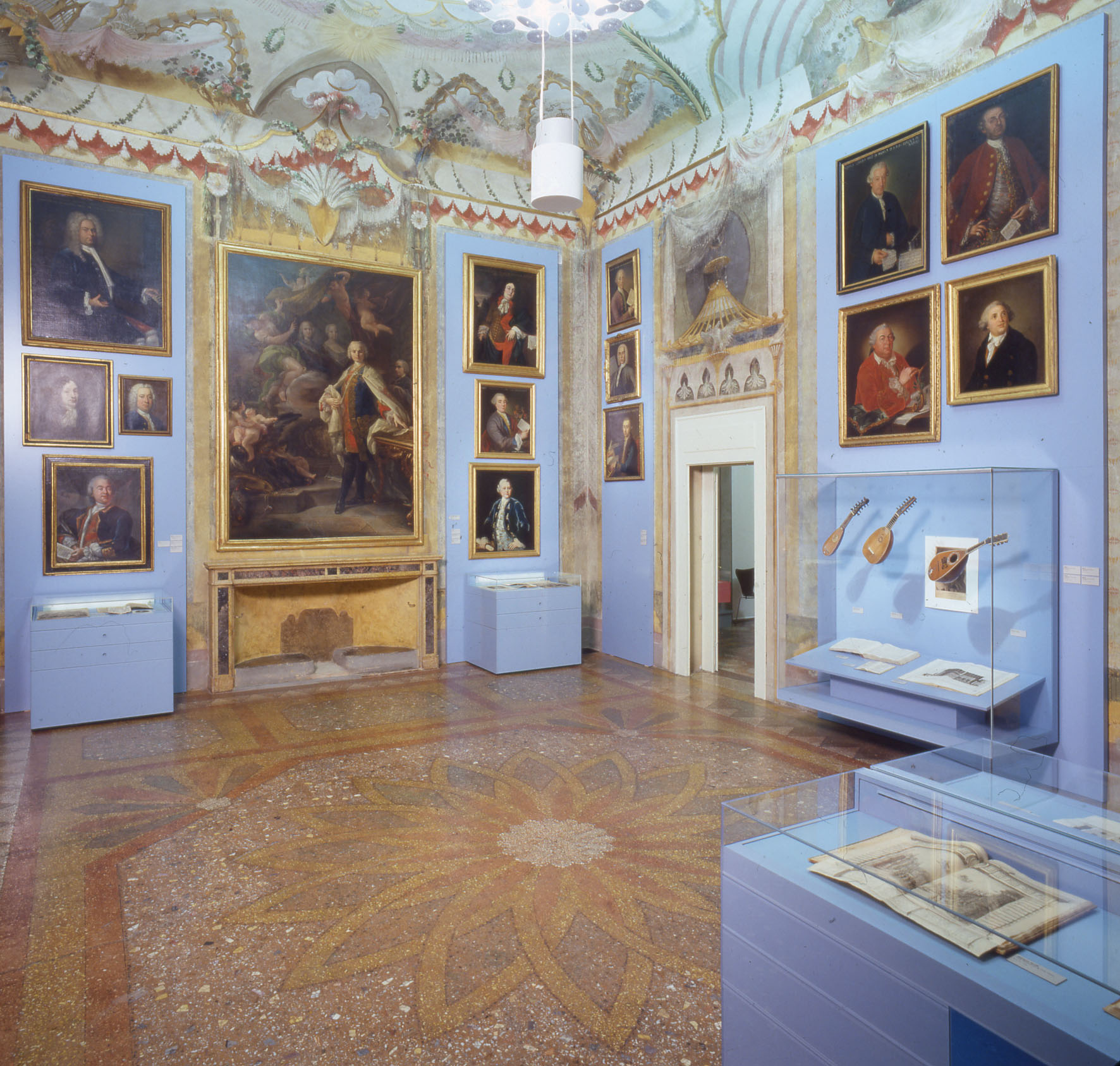
6室
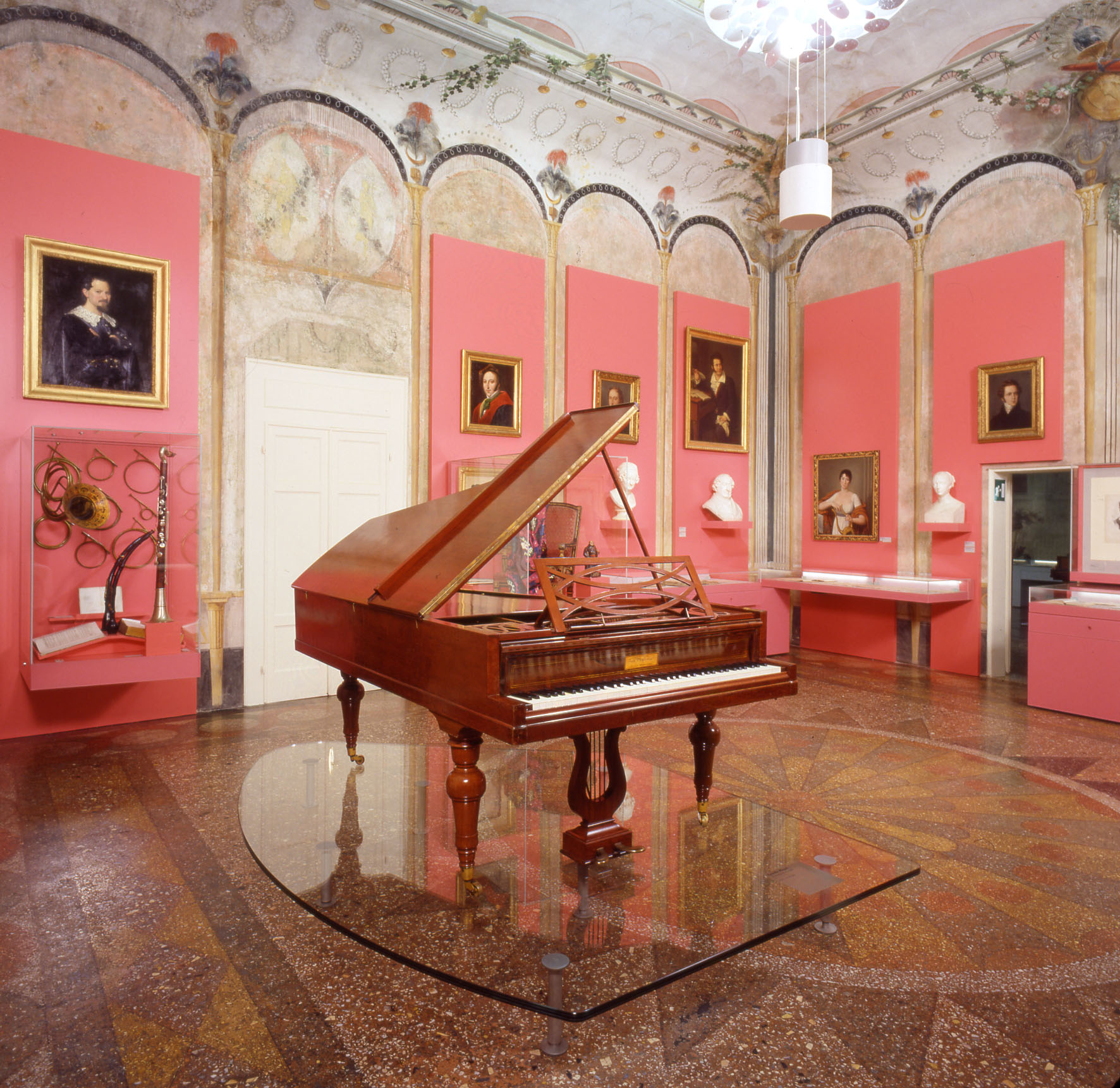
7室
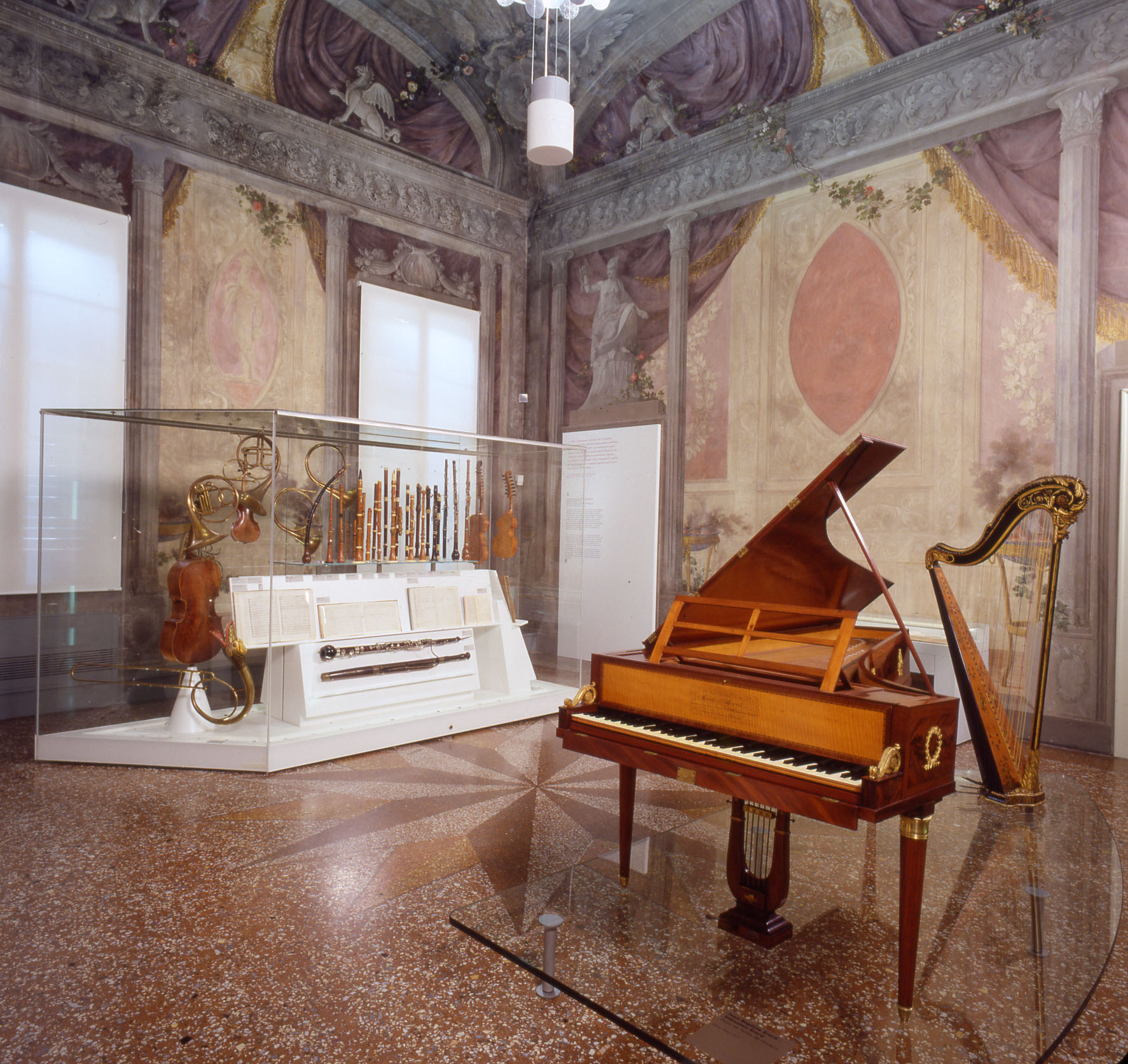
8室
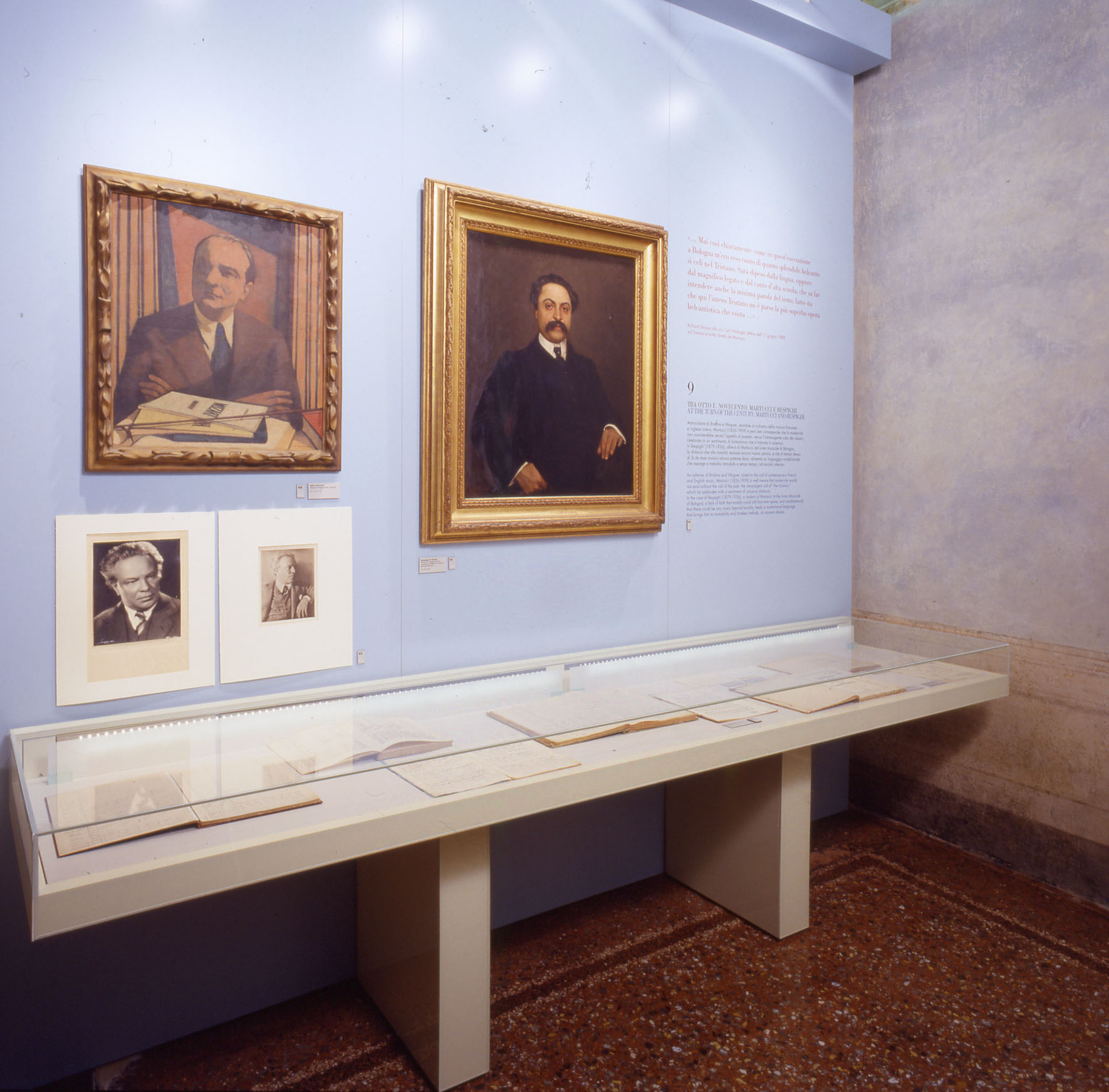
9室